# Арчура
Арчура (турски: Arçura) је шумски дух који мења облике у турској митологији и штити дивље животиње и шуме.

## Митологија
Арцхура се обично појављује као човек, али је у стању да промени своју величину са влати траве у веома високо дрво. Има косу и браду направљену од живе траве, а понекад је приказан са репом, копитима и роговима. Арчура има блиску везу са сивим вуком (турски: Бозкурт). Легенда описује да носи црвени шал и леву ципелу на десној нози. Такође није имао сенку.
Арчура штити животиње и птице у шуми и говори им када треба да мигрирају. Он може да промени облик. Као човек, изгледа као сељак са сјајним очима.
Арчуре су ужасно несташна бића: имају ужасне крике и могу имитирати гласове људи познатих луталицама и намамити их назад у њихове пећине, где ће их Арчуре голицати до смрти; такође уклањају знакове са својих постова. Они нису зли: иако уживају у заваравању људи и киднаповању младих жена, познато је и да држе стоку на испаши да не одлутају предалеко у шуме и не изгубе се. Понекад више од једне Арчуре настани шуму, а онда ће се борити за своју територију, рушити дрвеће и плашити животиње.